# Butot-Vénesville
Butot-Vénesville település Franciaországban, Seine-Maritime megyében. Lakosainak száma 237 fő (2022. január 1.). Butot-Vénesville Auberville-la-Manuel, Canouville, Malleville-les-Grès, Saint-Martin-aux-Buneaux és Vinnemerville községekkel határos.

## Népesség
A település népességének változása:
| Lakosok száma | 248  | 248  | 260  | 247  | 244  | 242  | 240  | 239  | 237  |
|               | 2013 | 2015 | 2016 | 2017 | 2018 | 2019 | 2020 | 2021 | 2022 |